# استنلی اس. بالارد
استنلی اس. بالارد (انگلیسی: Stanley S. Ballard؛ زاده ۶ مارس ۱۹۰۸ - درگذشته ۶ مارس ۱۹۹۸) یک فیزیک‌دان اهل ایالات متحده آمریکا بود.